# Landschapspark De Graven
Het Landschapspark De Graven was een samenwerkingsverband, tot stand gekomen op een initiatief van de (toenmalige) gemeenten Sittard, Geleen en Schinnen uit 1999, om een toegankelijk natuurgebied in het buitengebied van de drie gemeenten te realiseren. Een bekend onderdeel van het landschapspark was kasteel Terborg. Andere onderdelen waren de Schwienswei benoorden Sittard, de beekdalontwikkeling van de Muldersplas bij Schinnen tot aan Geleen en de omgeving van de Biesenhof en de hellingen bij Sweikhuizen. 
Landschapspark De Graven had ten doel hoogwaardige natuur te ontwikkelen in de buitengebieden van de gemeenten. Het kende een oppervlakte van 5700 hectare. Een groot aantal projecten is gerealiseerd, waarvan de projecten aan de Geleenbeek daarbij het meest tot de verbeelding spreken. Recreatie voor de bevolking werd bevorderd door het aanleggen van routenetwerken voor wandelaars, fietsers en ruiters. Ook kende De Graven een bestand van gidsen die op verzoek rondleidingen verzorgden in de buitengebieden van de genoemde gemeenten. 
Het bureau van De Graven was gevestigd in het regionale centrum Plinthos, een monumentale gerestaureerde steenfabriek met ringoven in de buurtschap Daniken op de grens met de toenmalige gemeente Schinnen nabij het NS Station Geleen Oost. 
In 2014 is het samenwerkingsverband opgeheven. In 2016 is in Plinthos een ontmoetingscentrum gekomen, waar "(...) mensen samen komen om ‘duurzaam gezond’ en ‘leuk en leerzaam’ te ontdekken en beleven".